# İpek Şenoğlu
İpek Şenoğlu (* 8. Juni 1979 in Eskişehir) ist eine ehemalige türkische Tennisspielerin.

## Karriere
Şenoğlu begann im Alter von vier Jahren mit dem Tennisspielen, 1994 wurde sie Profispielerin. Sie spielte überwiegend Turniere auf dem ITF Women’s Circuit, auf dem sie in ihrer Karriere zwei Einzel- und – mit wechselnden Partnerinnen – 21 Doppeltitel gewann.
Für die türkische Fed-Cup-Mannschaft bestritt sie von 1996 bis 2011 insgesamt 40 Partien, bei denen sie 22 Siege erzielte.
Im Juni 2011 spielte sie beim ITF-Turnier in Marseille, wo sie in der Qualifikation scheiterte, ihr letztes Einzel. Seit ihrem Doppel beim ITF-Turnier im belgischen Tessenderlo im April 2012 ist sie zu keinem Profiturnier mehr angetreten. Seit 2013 wird sie nicht mehr in den Weltranglisten geführt.

### Besonderes Ereignis
Im Mai 2005 spielte sie ein Tennismatch mit Venus Williams auf der Bosporus-Brücke, die Europa mit Asien verbindet. Dies war der erste Wettbewerb, der jemals zwischen zwei Kontinenten ausgetragen wurde.

## Turniersiege

### Einzel
| Nr. | Datum           | Turnier  | Kategorie   | Belag     | Finalgegnerin    | Ergebnis |
| --- | --------------- | -------- | ----------- | --------- | ---------------- | -------- |
| 1.  | 11. August 2003 | London   | ITF $10.000 | Hartplatz | Hannah Collin    | 6:4, 6:4 |
| 2.  | 24. August 2003 | Westende | ITF $10.000 | Sand      | Eveline Vanhyfte | 6:3, 6:2 |

### Doppel
| Nr. | Datum              | Turnier        | Kategorie    | Belag             | Partnerin                            | Finalgegnerinnen                        | Ergebnis       |
| --- | ------------------ | -------------- | ------------ | ----------------- | ------------------------------------ | --------------------------------------- | -------------- |
| 1.  | 25. September 1995 | Antalya        | ITF $10.000  | Hartplatz         | Pavlina Bartunkova                   | Susan Bowman Kirsi Lampinen             | 7:5, 6:4       |
| 2.  | 18. August 1996    | Istanbul       | ITF $10.000  | Hartplatz         | Dessislawa Topalowa                  | Khoo Chin-bee Alice Pirsu               | 6:1, 6:4       |
| 3.  | 10. Juni 2001      | Ankara         | ITF $10.000  | Sand              | Alena Jaryschka                      | Maša Vesenjak Urška Vesenjak            | 3:6, 6:3, 6:4  |
| 4.  | 11. Mai 2003       | Tortosa        | ITF $10.000  | Sand              | Frederica Piedade                    | Liana Ungur Ma. Pilar Sanchez Alayeto   | 6:4, 7:65      |
| 5.  | 25. Mai 2003       | Almeria        | ITF $10.000  | Hartplatz         | Neuza Silva                          | Romy Farah Astrid Waernes               | 5:7, 7:5, 6:3  |
| 6.  | 29. Juni 2003      | Orestiada      | ITF $10.000  | Hartplatz         | Daniela Berček                       | Eleftheria Makromaridou Anna Koumantou  | 7:64, 6:2      |
| 7.  | 14. September 2003 | Madrid         | ITF $10.000  | Sand              | Liana Ungur                          | Lisa D’Amelio Jennifer Debodt           | 6:3, 6:3       |
| 8.  | 19. Oktober 2003   | Cardiff        | ITF $25.000  | Hartplatz (Halle) | Claire Curran                        | Surina De Beer Ilke Gers                | 6:4, 2:6, 6:3  |
| 9.  | 23. Mai 2004       | Peking         | ITF $25.000  | Hartplatz         | Līga Dekmeijere                      | Rui Du Liu Nannan                       | 4:6, 6:4, 7:61 |
| 10. | 30. Mai 2004       | Tongliao       | ITF $25.000  | Hartplatz         | Līga Dekmeijere                      | Anna Bastrikova Nina Bratchikova        | 7:5, 7:65      |
| 11. | 4. Juli 2004       | Los Gatos      | ITF $50.000  | Hartplatz         | Sofia Arvidsson                      | Nana Smith Lilia Osterloh               | 6:1, 2:6, 6.4  |
| 12. | 12. März 2006      | Haifa          | ITF $10.000  | Hartplatz         | Gabriela Velasco Andreu              | Iryna Brémond Yana Levchenko            | 6:0, 6.0       |
| 13. | 13. Mai 2006       | Antalya        | ITF $10.000  | Sand              | Margalita Tschachnaschwili-Ranzinger | Claire de Gubernatis Alexandra Dulgheru | 6:4, 6:3       |
| 14. | 30. September 2006 | Batumi         | ITF $ 25.000 | Hartplatz         | Petra Cetkovská                      | Wasilisa Davydowa Marina Schamajko      | 6:4, 3:6, 6:4  |
| 15. | 29. Oktober 2006   | Istanbul       | ITF $25.000  | Hartplatz (Halle) | Mervana Jugić-Salkić                 | Sorana Cîrstea Katie O’Brien            | ohne Spiel     |
| 16. | 13. Mai 2007       | Antalya        | ITF $25.000  | Hartplatz         | Korina Perkovic                      | Anna Smith Roxane Vaisemberg            | 7:61, 6:4      |
| 17. | 20. Mai 2007       | Antalya        | ITF $25.000  | Hartplatz         | Korina Perkovic                      | Anna Fitzpatrick Ana Veselinović        | 1:6, 6:1, 6:4  |
| 18. | 28. Oktober 2007   | Istanbul       | ITF $25.000  | Hartplatz (Halle) | Mervana Jugić-Salkić                 | Kim Kilsdonk Elise Tamaëla              | 6:1, 6:2       |
| 19. | 29. Juni 2008      | Périgueux      | ITF $25.000  | Sand              | Anna-Lena Grönefeld                  | Han Xinyun Xu Yifan                     | 6:3, 6:4       |
| 20. | 6. Juli 2008       | Mont-de-Marsan | ITF $25.000  | Sand              | Neuza Silva                          | Melanie Klaffner Frederica Piedade      | 6:4, 6:2       |
| 21. | 3. Oktober 2010    | Athen          | ITF $50.000  | Hartplatz         | Witalija Djatschenko                 | Eleni Daniilidou Petra Martić           | ohne Spiel     |

## Abschneiden bei Grand-Slam-Turnieren

### Doppel
| Turnier         | 2004 | 2005 | 2006 | 2007 | 2008 | 2009 | 2010 | 2011 | Bilanz | Karriere |
| --------------- | ---- | ---- | ---- | ---- | ---- | ---- | ---- | ---- | ------ | -------- |
| Australian Open | —    | 2    | —    | —    | —    | 1    | 1    | —    | 1:3    | 2        |
| French Open     | —    | —    | —    | —    | —    | 1    | 1    | 1    | 0:3    | 1        |
| Wimbledon       | —    | —    | —    | —    | —    | AF   | 1    | 1    | 2:3    | AF       |
| US Open         | AF   | —    | —    | —    | 1    | 2    | 2    | —    | 4:4    | AF       |